# Коберники (Свентокшиське воєводство)
Коберники (пол. Kobierniki) — село в Польщі, у гміні Самбожець Сандомирського повіту Свентокшиського воєводства.
Населення — 535 осіб (2011).
У 1975-1998 роках село належало до Тарнобжезького воєводства.

## Демографія
Демографічна структура на день 31 березня 2011 року:
|          | Загалом | Допрацездатний вік | Працездатний вік | Постпрацездатний вік |
| -------- | ------- | ------------------ | ---------------- | -------------------- |
| Чоловіки | 269     | 53                 | 188              | 28                   |
| Жінки    | 266     | 48                 | 164              | 54                   |
| Разом    | 535     | 101                | 352              | 82                   |